# Jáuregui (municipalité)
Pour les articles homonymes, voir Jauregui.
Jáuregui est l'une des vingt-neuf municipalités de l'État de Táchira au Venezuela. Son chef-lieu est La Grita. En 2011, la population s'élève à 41 000 habitants.

## Géographie

### Subdivisions
La municipalité est divisée en trois paroisses civiles avec, chacune à sa tête, une capitale (entre parenthèses) :
- Emilio Constantino Guerrero (Pueblo Hondo) ;
- Jáuregui (La Grita) ;
- Monseñor Miguel Antonio Salas (Sabana Grande).